# Svanå
Svanå är en ort i Harakers socken Västerås kommun. Orten ligger vid Svartån cirka 20 km norr om Västerås. Fram till 2010 klassade SCB Svanå som en småort.

## Svanå bruk
Svanå kallades tidigare Sigulskvarn. Det har anor sedan 1300-talet. Namnet Svanå användes från 1717 och då började man stämpla brukets järnprodukter med en svan som symbol. Svanå bruk ägdes då av Braheätten. Genom Ebba Brahe kom bruket till släkten De la Gardie. Ebba Brahe utökade och förbättrade järntillverkningen vid bruket. Vid hennes död 1674 bestod egendomen av fyra räckhammare (en typ av stångjärnshammare), tre spiksmedjor, ett sågverk, en kvarn och jordbruk. Bruket övergick 1723 till den grevliga ätten Posse genom gifte med en fröken Stenbock, vars mor var sondotter till Jakob De la Gardie och Ebba Brahe.

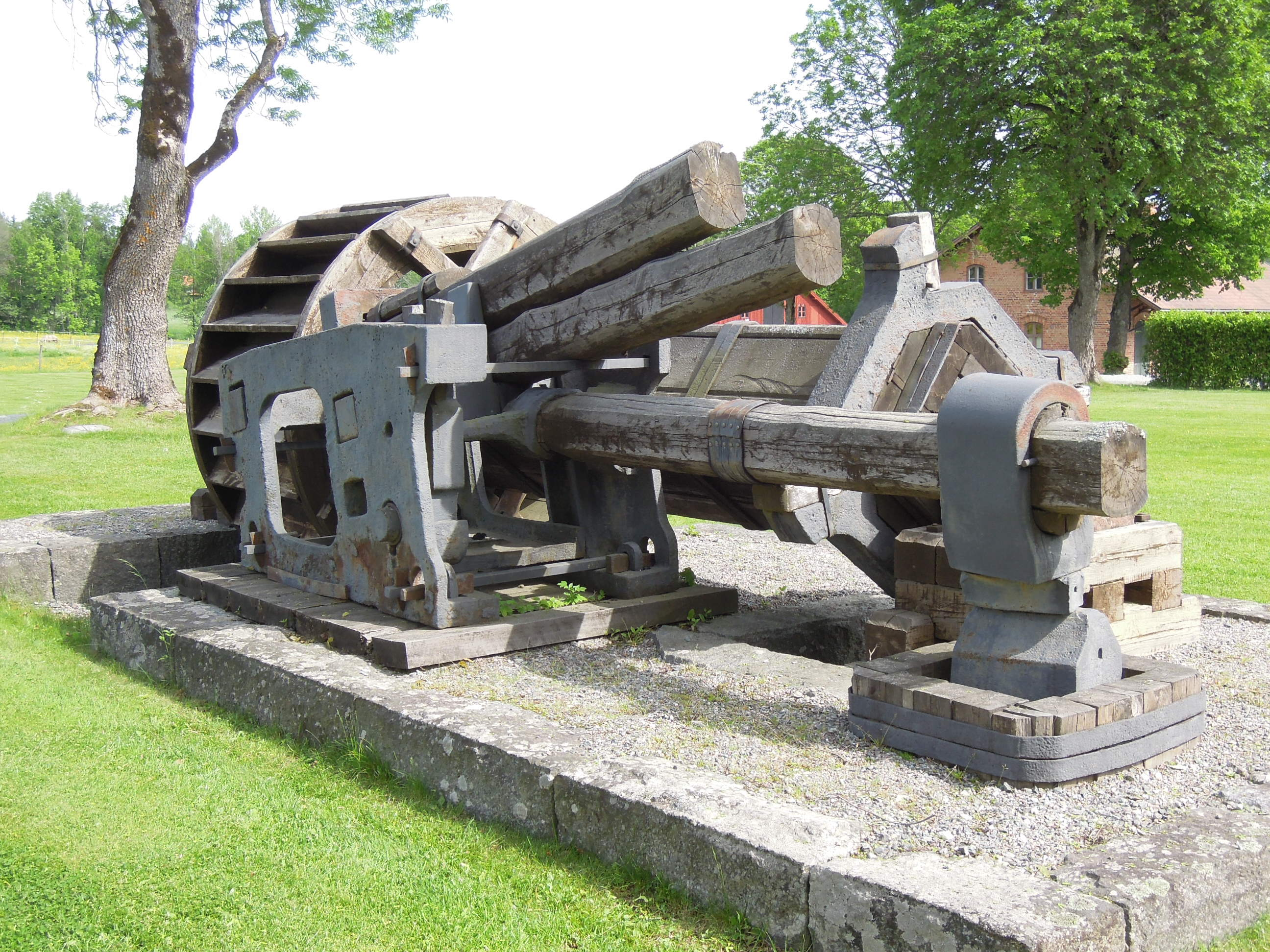
Räckhammare (stångjärnshammare) utanför herrgården.

Utgångsprodukten var tackjärn, som på 1800-talet kom från Spännarhyttan, Olsbenning, Prästhyttan och Nyhyttan. Då tillverkades här hästskor, spadar, skyfflar, yxor, spik, plogar, harvar, vältar och dylikt.
1848 bildades Svanå bruks bolag, som 1850 blev aktiebolag. 1905 överlät Svanå bruks AB sina egendomar till Surahammars Bruks AB. Bruket och herrgården såldes till Asea 1916.
För att mer effektivt transportera ut sina produkter anlades under 1870-talet en järnväg från bruket till Stockholm–Västerås–Bergslagens Järnvägars linje vid Svanå station (mellan Ramnäs och Tillberga). I början bestod dragkraften av oxar, men 1914 inköptes loket 1-A-OT (kallat Lotta, tidigare Sundbyberg). Rälsen revs upp 1935.
Stora delar av källorna till Svanå bruks historia finns bevarat i egendomens arkiv. Detta hålls tillgängligt för forskning genom Arkiv Västmanland.

## Rester av bruket vid Svartån
Vid det nedre fallet finns rester av verksamheten vid Svanå bruk. Från bron sett nedströms på vänstra sidan finns grundmurarna av en kvarn för att mala mjöl. På höger sida närmast bron ligger resterna av Lancashiresmedjan. Här fanns två härdar och en mumblingshammare. Produkten av detta blev så kallade smältor av mjukt järn som användes för att tillverka stångjärn. Längre ner längs med ån är grundmurarna till ett kolhus. Ovanför smedjan (vägg i vägg) låg bagarstugan. Ovanför resterna efter bagarstugan ligger den enda kvarvarande byggnaden, labbin som är arbetarnas övernattningsställe. Det finns informativa tavlor som förklarar. En av lancashirehärdarna finns bevarad i Surahammars bruksmuseum. Där finns även en mumblingshammare.
Uppströms det nedre fallet finns en ö av sten med ett stort linhjul uppmonterat i ett järntorn. Det utgjorde en gång kraftöverföring med lina från kvarnens vattenhjul till sågverket som låg uppströms fallet på samma sida om ån som smedjan. Mellan sågverket och smedjan låg ytterligare ett kolhus.
På 1906 års karta anges att det fanns räckhammare nedströms övre fallet (intill parkeringsplatsen). Där tillverkades stångjärn av smältorna som kom från nedre fallet. Det mesta av smältorna valsades ut till stångjärn i Ramnäs bruk.. Räckhammaren (stångjärnshammaren) som är uppställd bredvid herrgården drevs i Svanå bruk till 1918. Den renoverades och uppställdes vid herrgården 1989.
Smedjan i Svanå revs 1925.

## Engelska parken
Från herrgården leder en hängbro över Svartån och på andra sidan ligger en engelsk park. Här anlades en liten ö genom att gräva en kanal. Ön har förbindelse med land via två bågformiga broar. Dessa finns med på storskifteskartan från 1791 och är med på en akvarell från 1820-talet. De nuvarande broarna är rekonstruerade efter akvarellen och byggdes 1997. Här finns ett lusthus i siktlinjen över hängbron från herrgården. Parken hålls ren med hjälp av betesdjur.

## Bildgalleri

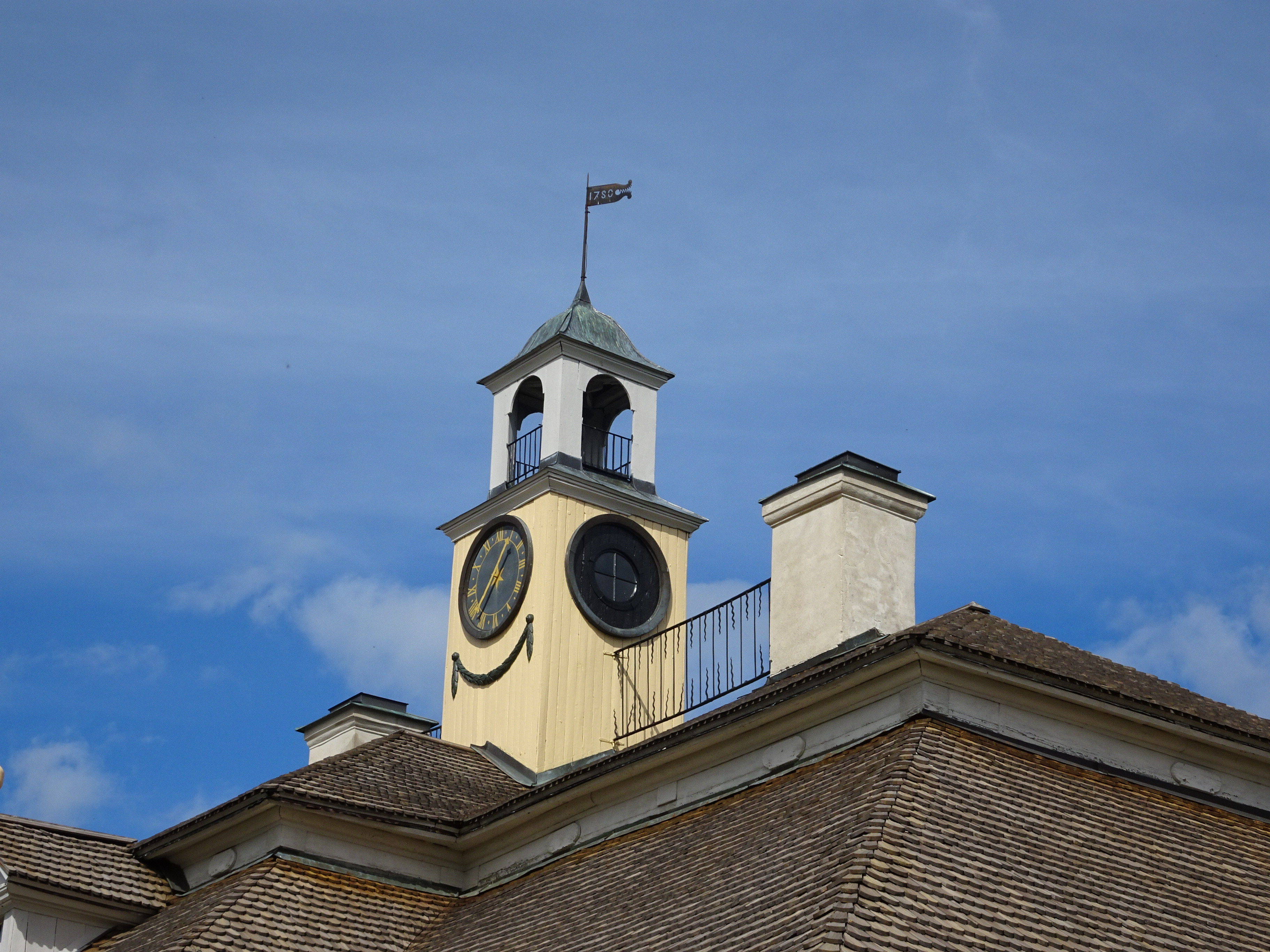
Svanå, herrgårdens tak och torn.
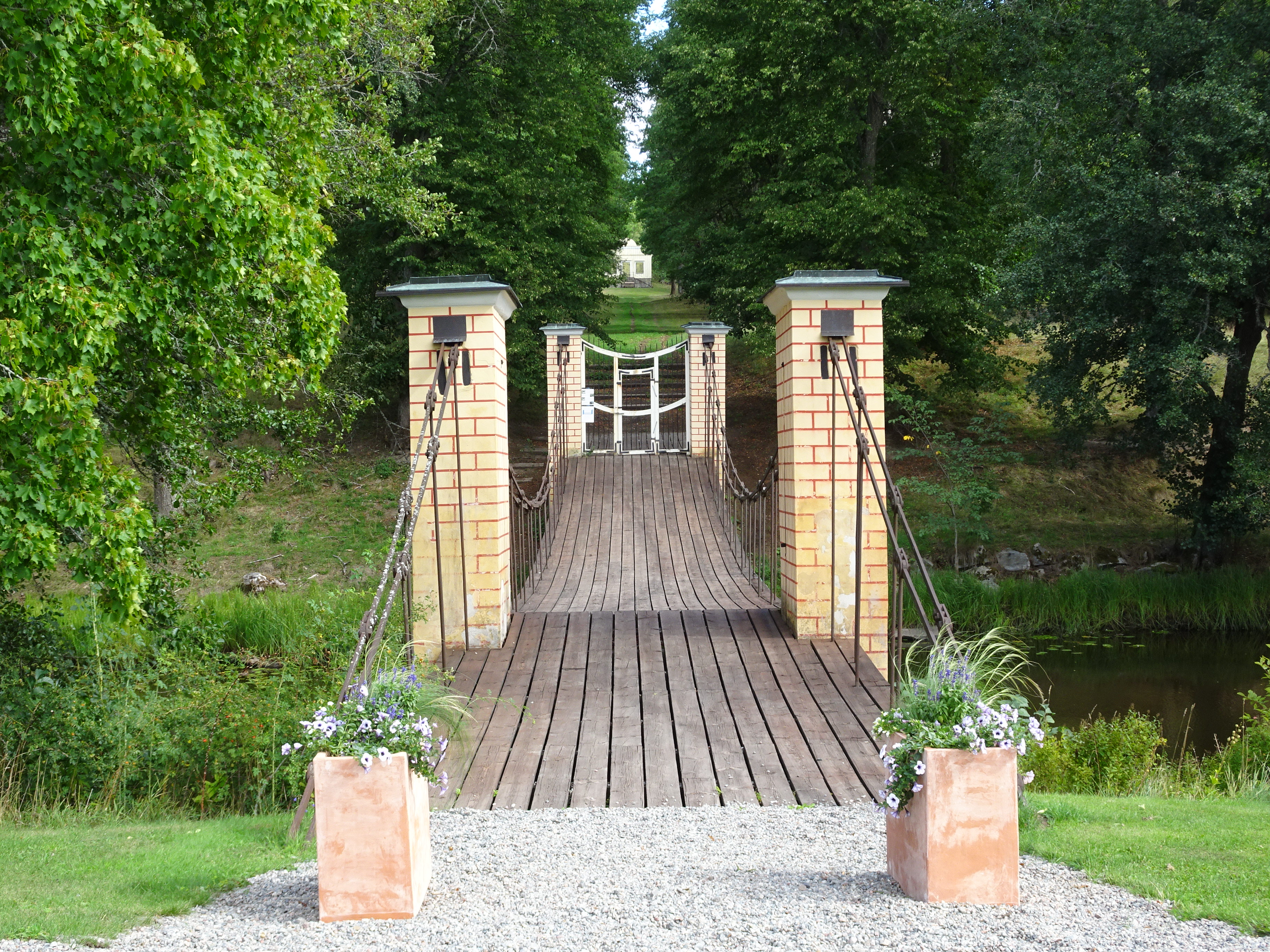
Hängbron över Svartån. Lusthuset skymtar längst bort.
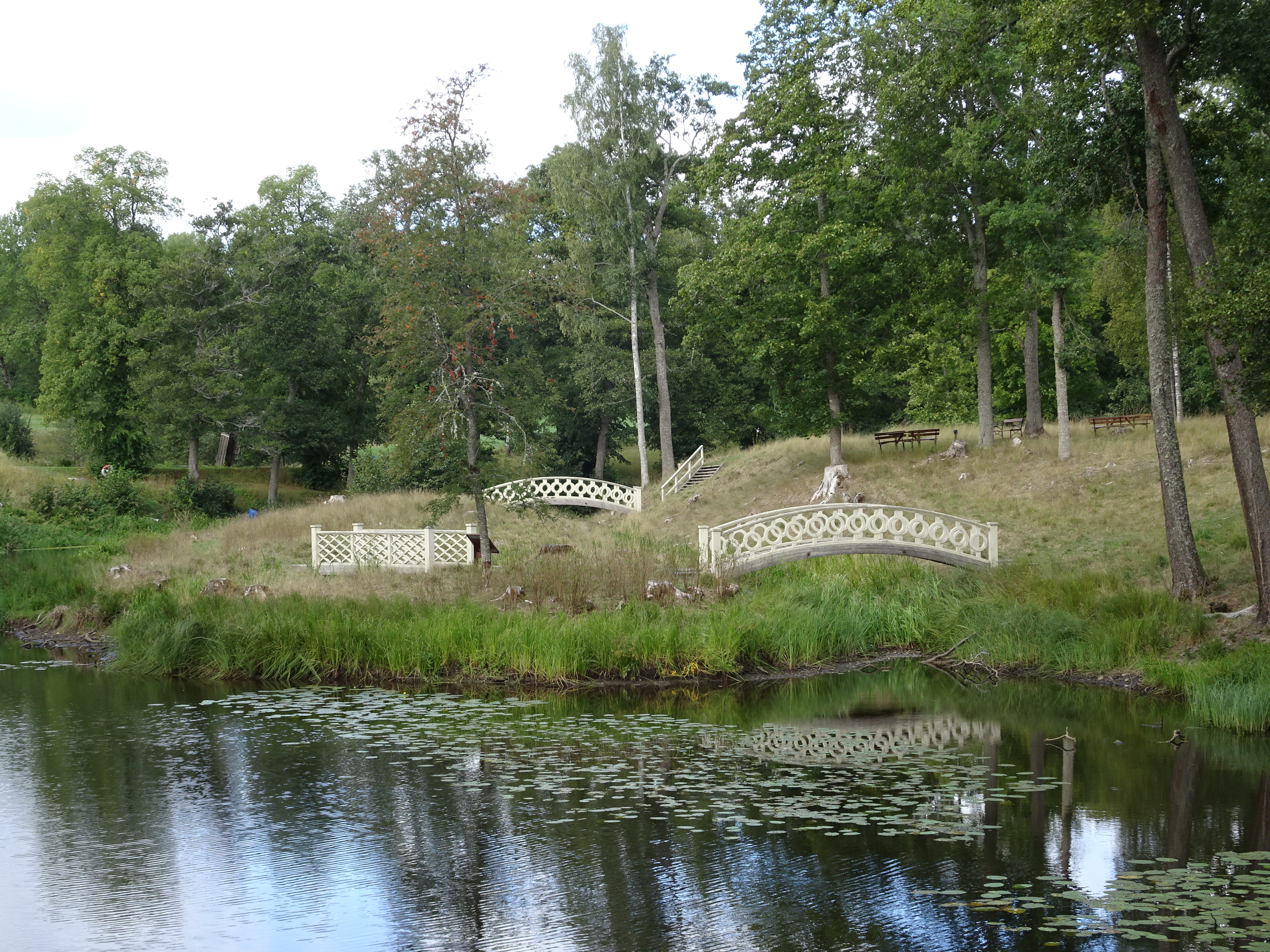
Lilla ön i Svartån med broar till engelska trädgården.
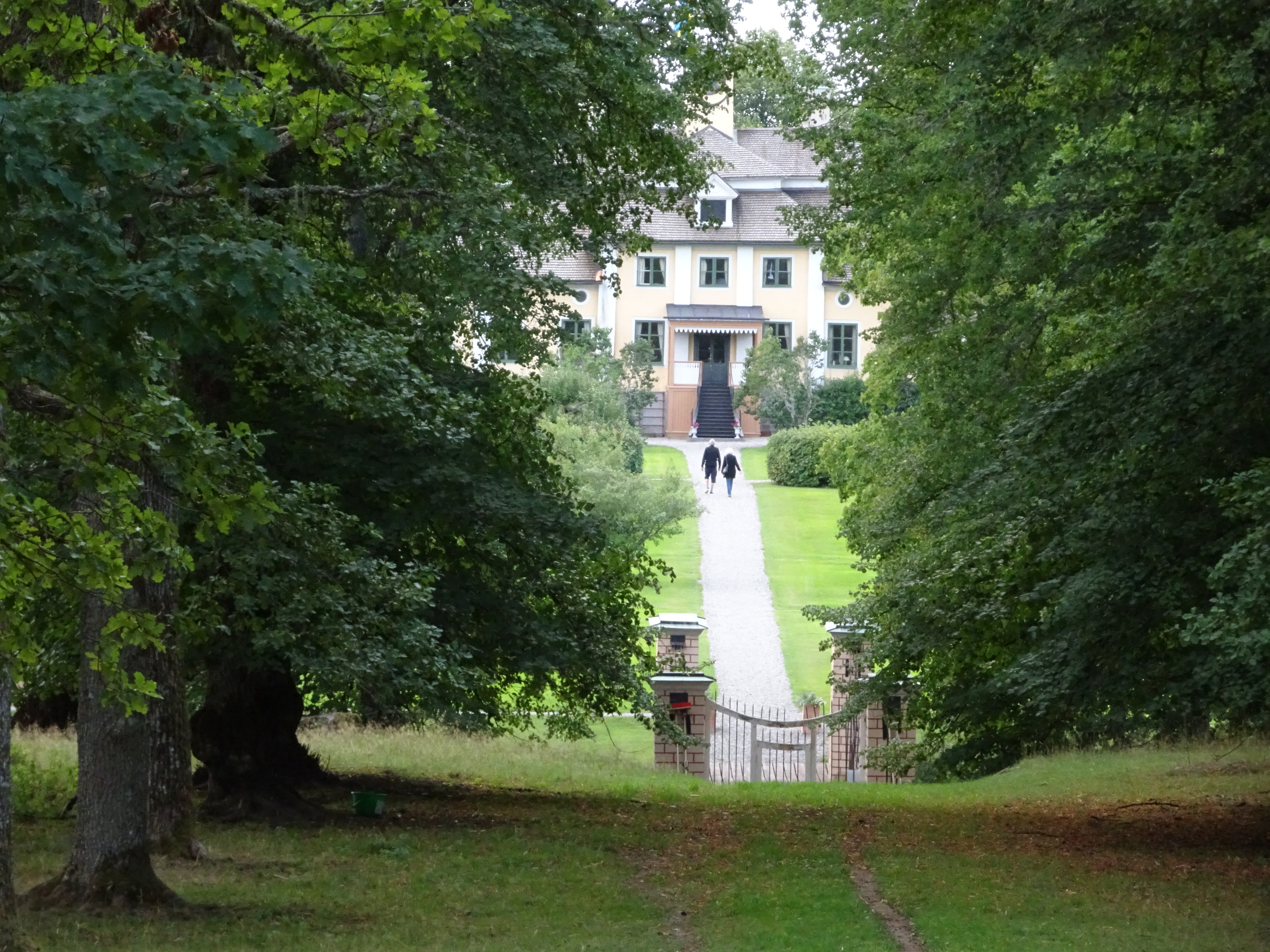
Svanås herrgård sedd från engelska parken.
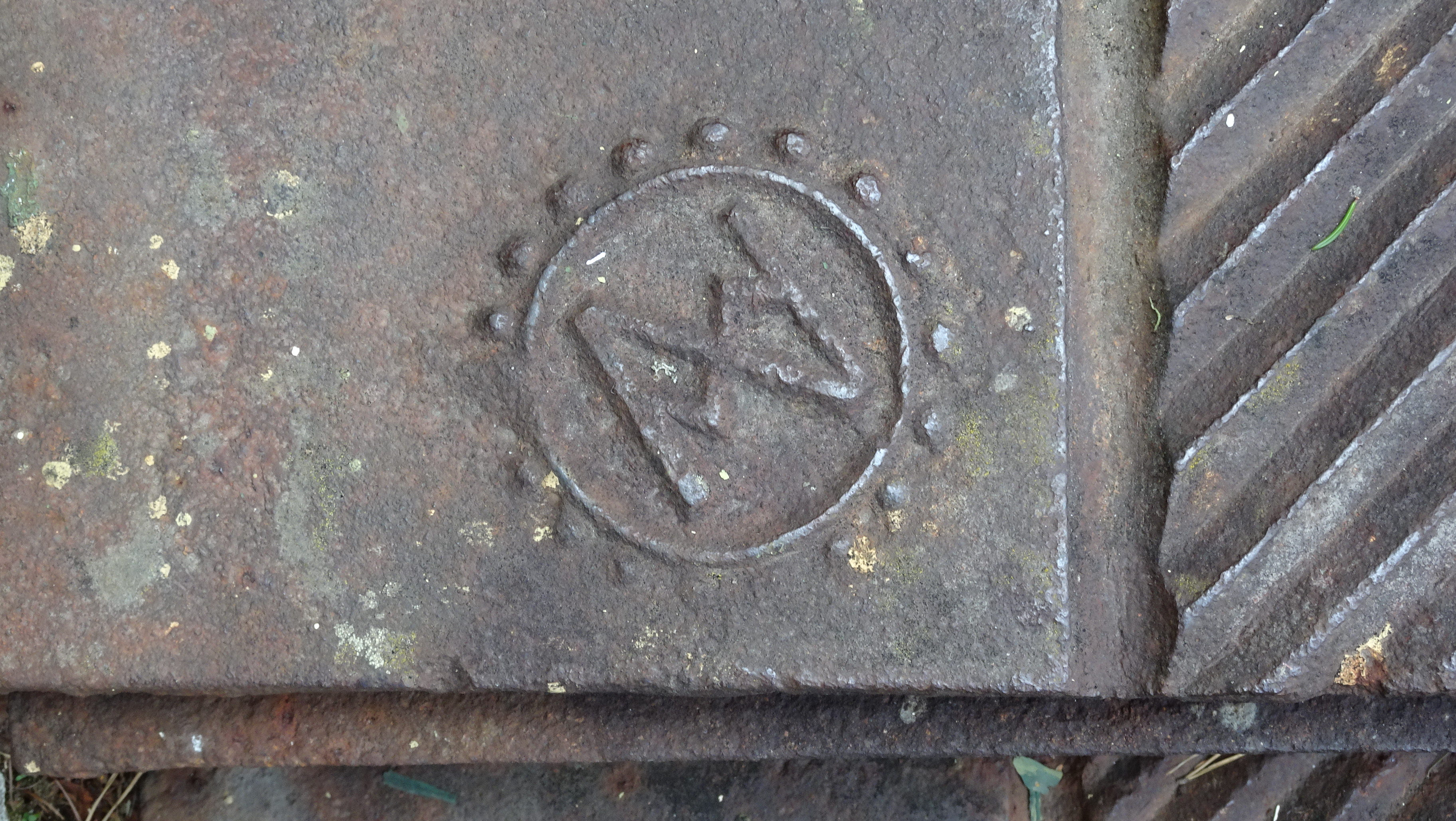
Järnstämpel i gjutna trappsteg från Nyhammar, Norberg.